# Melitaea hispanica
Melitaea hispanica är en fjärilsart som beskrevs av Hospital 1948. Melitaea hispanica ingår i släktet Melitaea och familjen praktfjärilar. Inga underarter finns listade i Catalogue of Life.